# Metamesia
Metamesia is een geslacht van vlinders van de familie bladrollers (Tortricidae), uit de onderfamilie Tortricinae.

## Soorten
- M. ametria Diakonoff, 1960
- M. designata (Meyrick, 1921)
- M. dilucida Diakonoff, 1960
- M. elegans (Walsingham, 1881)
- M. endopyrrha (Meyrick, 1930)
- M. episema Diakonoff, 1960
- M. incepta (Meyrick, 1912)
- M. intensa (Meyrick, 1921)
- M. leptodelta Diakonoff, 1973
- M. leucomitra Diakonoff, 1960
- M. leucophyes Diakonoff, 1960
- M. metacroca Diakonoff, 1960
- M. nolens Diakonoff, 1960
- M. octogona Bradley, 1965
- M. peracuta Diakonoff, 1960
- M. phanerops Diakonoff, 1960
- M. physetopa (Meyrick, 1932)
- M. ptychophora Diakonoff, 1960
- M. ptychopora Diakonoff, 1960
- M. retrocitra Diakonoff, 1960
- M. synclysa Diakonoff, 1973